# (3220) Murayama
(3220) Murayama ist ein Asteroid des Hauptgürtels, der am 22. November 1951 von der französischen Astronomin Marguerite Laugier in Nizza entdeckt wurde. Benannt ist er nach dem Marsbeobachter, Meteoritenexperten und Direktor am Nationalmuseum der Naturwissenschaften Sadao Murayama.
Messungen von Lichtkurven des Asteroiden führten zu dem Verdacht, dass es sich hier um ein Doppel-Asteroidensystem handeln könnte. Demnach würde der Asteroid in rund 13,14 Stunden von einem Begleiter umkreist. Das Verhältnis der Durchmesser beider Körper wird auf 0,4 geschätzt.